# Zsigmond Vita
Zsigmond Vita (n. 16 iunie 1906, Aiud, Austro-Ungaria – d. 1 ianuarie 1998, Cluj-Napoca, România) a fost un istoric cultural și literar maghiar din Transilvania, bibliograf și fratele omului politic maghiar Sándor Vita.

## Biografie
A început studiile secundare în 1916 la Gimnaziul Majláth din Alba Iulia și le-a absolvit la Colegiul Național Bethlen din Aiud în anul 1924, unde a predat mai târziu timp de un sfert de secol (1928-1953).
În timpul studiilor la colegiu a fost președintele cercului literar organizat de profesorul Lajos Áprily. În 1928 a absolvit Facultatea de Litere și Filozofie a Universității Regele Ferdinand I din Cluj, obținând calificarea de profesor de limbile maghiară, română și franceză; apoi a studiat încă un an la Paris și Grenoble. În perioada 1933-1940 a fost redactor al revistei clujene Erdélyi Fiatalok. Începând din 1930 a fost colaborator al revistei literare Erdélyi Helikon, iar în 1942 a devenit membru al asociației scriitorilor. În perioada 1943-1944 a fost redactor al revistei literare Havi Szemle din sudul Transilvaniei. Din 1956 și până la pensionare (1968) a lucrat ca bibliotecar la biblioteca Colegiului Bethlen. Și-a petrecut ultima lui perioadă din viață la Aiud și Cluj-Napoca.

## Activitatea literară
La început a publicat studii și recenzii cu privire la literatura maghiară din Transilvania (de exemplu, în Kelet Népében: Az erdélyi irodalom útkeresése. 1938/2–5) și a fost atras de etnografie și de literatura pentru copii, dar curând s-a apropiat tot mai mult de cercetare: în acest sens a cercetat timp de zeci de ani istoria științifică și culturală a orașului natal, a prezentat biografiile personalităților maghiare ale urbei în revistele de limba maghiară din Transilvania (Erdélyi Irodalmi Szemle, Erdélyi Helikon, Erdélyi Múzeum, Pásztortűz, Korunk, Utunk, A Hét, Művelődés, Könyvtári Szemle), dar și în publicațiile din Ungaria. Studiile sale au fost publicate în colecția Népismereti dolgozatok publicată de Editura Kriterion în 1976, 1978 și 1980 și în volumul Utunk Kodályhoz (Ed. Kriterion, București, 1984). A fost coautorul manualului de literatură maghiară Gyermek- és ifjúsági irodalom pentru învățarea limbii materne în grădinițe și școli primare (coautori László Király, Miklós Józsa și Edit Jarosievitz, București, 1975).

## Scrieri
- Nemzet és sors a Bánk bánban (Lugoj, 1941)
- Románia magyar irodalmának bibliográfiája 1940-ben, a bécsi döntés utáni időszakban és 1941-ben (Erdélyi Tudományos Füzetek, Cluj, 1943)
- A Bethlen-kollégiumi színjátszás a XVII. és XVIII. században (Cluj, 1943)
- A nagyenyedi Bethlen-kollégium ifjúságának irodalmi törekvései a reform-korszak kezdetén (Cluj, 1943)
- Románia magyar irodalmának bibliográfiája 1942-ben (Cluj, 1944)
- Tudománnyal és cselekedettel (studiu de istorie literară, București, 1968)
- Áprily Lajos – az ember és a költő (monografie, București, 1972)
- Jókai Erdélyben (București, 1975)[2]
- Művelődés és népszolgálat (București, 1983)
- Az enyedi kohó (Budapesta, 1986)
- Enyedi évek, enyedi emberek (memorii, Miercurea Ciuc, 1998)
- Erdélyi sétáló. Művelődéstörténeti tanulmányok; vál. Kozma Mária; Pallas-Akadémia, Miercurea Ciuc, 2000 (Bibliotheca Transsylvanica)

## Lucrări editate
- Magyar népmesék (împreună cu Ferenc Szentmiklósi, Aiud, 1943)
- A vak király (povești folclorice maghiare, Aiud, 1943)
- Romániai magyar írók antológiája (Aiud, 1943)
- Kerekecske-dombocska (colecția lui János Gáspár, București, 1956, reeditată în 1978)
- Pál Gyulai: A szél és a nap (poezii și povești, București, 1975).
- Împreună cu Ferenc Szentmiklósi a alcătuit pentru elevii de gimnaziu manualele de Magyar olvasókönyvet („Literatură maghiară”, Aiud, 1943) și Magyar nyelvtant („Gramatică maghiară”, Aiud, 1943).

Corespondența lui cu Sándor Vita a fost publicată de Pál Nagy (Kedves Zsigmond, Târgu Mureș, 2009).
A mai semnat sub pseudonimul Gábor Tinódi.